# Grace Kelly (canción)
«Grace Kelly» es una canción de Mika editada para la descarga el 9 de enero de 2007. Producida y mezclada por Greg Wells, la canción entró en la UK Singles Chart en el número tres y la UK Official Download Chart en el número 1. Una semana más tarde saltó al número uno, a pesar de que sólo estaba disponible a través de descarga digital y no en formato físico. El tema fue número uno en las listas británicas durante 5 semanas hasta el 18 de febrero de 2007.
El propósito era el de burlarse de los músicos que intentan reinventarse a sí mismos para ser más populares. Se titula Grace Kelly, una actriz de películas y teatro ganadora de los Premios Óscar y princesa de Mónaco. Mika dice que la canción le vino después de una mala experiencia con un ejecutivo de una discográfica. La letra "So I tried a little Freddie" se refiere a Freddie Mercury, con cuya voz se le compara. Una vez Mika comentó que usó la melodía principal del aria famoso Largo al factotum de Pierre de Beaumarchais en El barbero de Sevilla de Gioachino Rossini.

## Formatos y listado de pistas
CD sencillo Australia/Canadá
- 1. «Grace Kelly» – 3:08
- 2. «Grace Kelly» (Linus Loves Radio Edit) – 3:20
- 3. «Over My Shoulder» – 4:44
- 4. «Mika loves Vianney» - video

CD sencillo
- 1. «Grace Kelly» – 3:08
- 2. «Grace Kelly» (Linus Loves Radio Edit) – 3:20
- 3. «Over My Shoulder» – 4:44

Vinilo de 7"
- A1. «Grace Kelly» – 3:07
- B1. «Satellite» – 4:15

Vinilo de 12"
- A1. «Grace Kelly» (Linus Loves Full Vocal Remix) – 6:46
- A2. «Grace Kelly» (Linus Loves Dub Remix) – 6:40
- B1. «Grace Kelly» (Tom Neville Full Vocal Remix) – 6:48
- B2. «Grace Kelly» (Tom Neville Dub Remix) – 7:08

Remixes/versiones oficiales
- «Grace Kelly» – 3:07
- «Grace Kelly» (Acoustic Version) – 3:07
- «Grace Kelly» (Bimbo Jones Remix Edit) – 3:00
- «Grace Kelly» (Bimbo Jones Remix) - 6:26
- «Grace Kelly» (Les Grandes Gueules Version) - 3:07
- «Grace Kelly» (Linus Loves Radio Edit) – 3:20
- «Grace Kelly» (Linus Loves Full Vocal Remix) – 6:46
- «Grace Kelly» (Linus Loves Dub Remix) – 6:40
- «Grace Kelly» (Pull Tiger Tail Remix) – 4:26
- «Grace Kelly» (Tom Neville Full Vocal Remix) – 6:48
- «Grace Kelly» (Tom Neville Dub Remix) – 7:08

## Posiciones en listas
| Listas (2007)                         | Máxima posición |
| ------------------------------------- | --------------- |
| Alemania (Offizielle Deutsche Charts) | 4               |
| Argentina                             | 1               |
| Australia (ARIA)                      | 2               |
| Austria (Ö3 Austria Top 40)           | 3               |
| Bélgica (Flandes) (Ultratop 50)       | 2               |
| Bélgica (Valonia) (Ultratop 50)       | 1               |
| Canadá (Canadian Hot 100)             | 12              |
| Croacia                               | 1               |
| Dinamarca (Tracklisten)               | 1               |
| Eslovaquia (Singles Digitál Top 100)  | 4               |
| España (Los 40 Principales)           | 1               |
| España (Top 100 Canciones)            | 6               |
| Estados Unidos (Billboard Hot 100)    | 57              |
| Estados Unidos (Mainstream Top 40)    | 13              |
| European Hot 100                      | 2               |
| Estonia                               | 7               |
| Finlandia (OFC)                       | 5               |
| Francia (SNEP)                        | 1               |
| Italia (FIMI)                         | 1               |
| Japón (radio)                         | 3               |
| Letonia (radio)                       | 2               |
| Luxemburgo                            | 1               |
| Nueva Zelanda (Recorded Music NZ)     | 2               |
| Noruega (VG-lista)                    | 1               |
| Reino Unido (UK Singles Chart)        | 1               |
| Suecia (Sverigetopplistan)            | 9               |
| Suiza (Schweizer Hitparade)           | 2               |
| Venezuela                             | 9               |